# Помпония (съпруга на Квинт Цицерон)
Вижте пояснителната страница за други личности с името Помпония.
Помпония (на латински: Pomponia) e римлянка, живяла през 1 век пр.н.е. и е единствената сестра на Тит Помпоний Атик, приятел на Цицерон. Тя е леля на Тит Сервилий Помпониан, Помпония Цецилия Атика и пралеля на Випсания Агрипина (първата съпруга на бъдещия римски император Тиберий).
През 68 пр.н.е. тя се омъжва за Квинт Тулий Цицерон, по-малкия брат на Цицерон. Двамата имат син със същото име. Този брак не бил особено щастлив.